# Microxydia pumaria
Microxydia pumaria là một loài bướm đêm trong họ Geometridae.